# صهیب وب
صُهَیب وب (انگلیسی: Suhaib Webb) مسلمان اهل ایالات متحده آمریکا است، که هم‌اکنون امام جامعه مسلمانان بوستون می‌باشد.